# Greektown (Toronto)
Pour les articles homonymes, voir Greektown.
Greektown (« Ville grecque »), aussi connu comme The Danforth, est un quartier et une enclave ethnique de la ville de Toronto, au Canada.
Il est situé sur Danforth Avenue, entre Chester Avenue et Dewhurst Boulevard, dans l'est de Toronto. Le quartier est connu pour son architecture datant de 1910 et pour son nombre de restaurants et de magasins grecs. En effet, la région était l'une des principales zones d'établissement des immigrants grecs à Toronto après la Première Guerre mondiale.